# Дипфейк-фішинг
Дипфе́йк-фішинг — тип фішингової атаки яка включає діпфейк технологію для того щоб переконати співрозмовника у тому що він спілкується з іншою людиною.

## Історія
У 2019 році після початку пандемії коронавірусу настав локдаун s люди почали працювати та навчатися із дому. Це все призвело до збільшення комунікації через інтернет, і інтернет дзвінки, включаючи відео, стали нормою. Це все призвело до того що зловмисники почали використання діпфейк технології при фішинг атаках.

## Типи фішингових атак
Види атак можно поділити на наступні категорії
:

### Аудіо
ШІ тренується бути подібним до голосу людини щоб бути подібним. Даний вид атаки може використовуватися як окрема атака, наприклад при телефонному дзвінку так і бути у комбінації з відео обманом.

### Відео
Стандартний механізм дипфейку для зміни зображення у відео кліпі, може бути використано наприклад для створення пропущенного відео дзвінку.

### Атака у реальному часі
Даний вид атак доволі рідко зустрічається через важкість імплементації. Включає аудіо та відео діпфейк під час атаки, наприклад коли телефонує відеодзвінком керівник або якась людина котра приймає рішення.